# النسوية في إندونيسيا
تشير النسوية في إندونيسيا إلى التاريخ الطويل لخطابات المساواة بين الجنسين لإحداث تغيير اجتماعي إيجابي في إندونيسيا. وتشمل القضايا التي تواجهها النساء في إندونيسيا حاليًا العنف الجنساني، وزواج القاصرات، ونقص التمثيل في النظام السياسي. بدأت الحركة النسوية وحركة حقوق المرأة في فترة الاستعمار الهولندي لإندونيسيا بقيادة البطلة الوطنية كارتيني. كانت كارتيني سيدة نبيلة جاوية دافعت عن تعليم جميع النساء والفتيات بصرف النظر عن وضعهن الاجتماعي. سُمح لمنظمات وحركات حقوق المرأة في أوائل القرن التاسع عشر بالتطور في عهد بودي أوتومو، وهي أول منظمة قومية إندونيسية. تشمل الحركة النسائية الإندونيسية الحديثة المنظمات النسائية الإسلامية الأصولية والتقدمية وتتأثر بها.
تشغل إندونيسيا المرتبة 85 في المساواة بين الجنسين، وفقًا لقياس مؤشر الفوارق بين الجنسين للبلدان لعام 2020، الذي يقدمه المنتدى الاقتصادي العالمي.

## النسوية في القرن الحادي والعشرين
تتميز النسوية الحديثة في إندونيسيا بحركة التمثيل المتساوي في المجال السياسي، وإلغاء زواج القصر، وإنهاء العنف الجنساني من بين قضايا المساواة الأخرى. مع ظهور الجماعات الإسلامية المحافظة، زعم العديد من النقاد بأن النسوية لا تتوافق مع الإسلام وبالتالي لا تتوافق مع إندونيسيا. ويؤكد هؤلاء أن النسوية تعد تأييدًا للأيديولوجية الغربية وتبنيًا للثقافات الغربية. يبتعد الناشطون والنسويون الشباب عن هذه الصور النمطية ويؤكدون أن النسوية متوافقة مع المجتمع الإندونيسي.

### مسيرة جاكرتا النسوية
عُقدت أول مسيرة نسوية في جاكرتا في 4 مارس 2017 لإحياء ذكرى اليوم العالمي للمرأة في 8 مارس وحركة مسيرة النساء في الولايات المتحدة. أقيمت المسيرة أمام قصر الدولة حيث قدم منظمو الحدث ثمانية مطالب للحكومة تضمنت: حقوق التسامح والتنوع والحقوق الصحية للمرأة، وإيقاف العنف ضد المرأة، وحماية البيئة المعيشية والعاملات، وتحسين تمثيل المرأة في المجال السياسي، والقضاء على التمييز والعنف ضد مجتمع الميم. كانت مسيرة المرأة لعام 2017 برعاية 33 منظمة مختلفة.
توسع التحالف الذي يرعى مسيرة المرأة في عام 2020 ليشمل أكثر من 60 منظمة حقوق مدنية بقيادة غيراك بريمبوان (تحالف الحركة النسوية ضد العنف). أقيمت المسيرة في نفس الوقت الذي أقيمت المسيرة الأولى بالتزامن مع يوم المرأة العالمي. نزل المتظاهرون إلى الشوارع لمطالبة الحكومة بوضع حد للعنف المنهجي ضد المرأة وإقرار قانون القضاء على الاعتداء الجنسي. تضمنت مطالب التحالف إنشاء نظام قانوني يحمي المرأة وإلغاء الأنظمة التمييزية.

### مشروع قانون القضاء على الاعتداء الجنسي
لا يعترف القانون الجنائي الإندونيسي (كيه يو إتش بّي) بتعريف العنف الجنسي والفروقات الدقيقة فيه، ويعرف حاليًا الاغتصاب بأنه الإيلاج القسري للقضيب في المهبل حصريًا. لا يعترف القانون، بصيغته الحالية، بالأشكال الأخرى من العنف الجنسي بما فيها التحرش الجنسي. يحدد مشروع قانون القضاء على الاعتداء الجنسي تسعة أنواع من العنف الجنسي تتضمن: التحرش الجنسي اللفظي، والاستغلال الجنسي، والاستخدام القسري لوسائل منع الحمل، والاغتصاب، والزواج القسري، والإجهاض القسري، والبغاء القسري، والعبودية الجنسية، والتعذيب بالاعتداء الجنسي. ويضمن مشروع القانون حصول ضحايا الاعتداء الجنسي على تعويضات تشمل العلاج الجسدي والنفسي أو التعويض.
قدم مشروع قانون القضاء على الاعتداء الجنسي في عام 2016 بعد اغتصاب جماعي وقتل فتاة بعمر 14 عامًا في بنغكولو، إندونيسيا. أثار الحادث غضب الرأي العام بسبب وحشية الهجوم. دفعت اللجنة الوطنية لمكافحة العنف ضد المرأة (كومناس بريمبوان)، من بين عدة مجموعات حقوق المرأة الأخرى، من أجل مشروع القانون هذا مشيرةً إلى الحاجة الملحة لحماية النساء والأطفال من الاعتداءات الجنسية وتوفير أساس قانوني لضحايا العنف الجنسي. من ناحية أخرى، تعتقد العديد من الأحزاب السياسية المحافظة الإسلامية أن مشروع القانون مؤيد للزنا ويدعم وجود أفراد مجتمع الميم. رغم تقديم مشروع القانون في عام 2016، فقد أوقفه مجلس النواب الإندونيسي منذ ذلك الحين. في يوليو 2020، أسقط مجلس النواب مشروع القانون رسميًا كأولوية تشريعية، مشيرًا إلى صعوبة مداولاته ما أدى إلى تعطيل مشروع القانون لعام آخر.

### الحركة المناهضة للنسوية
أطلقت مجموعة إندونيسية مناهضة للنسوية، تُدعى إندونيسيا تانبا فيمينس أو إندونيسيا بلا نسوية، في عام 2019 حملة على وسائل التواصل الاجتماعي في أثناء النقاشات حول قانون العنف الجنسي المقترح المثير للجدل. تحتوي صفحة المجموعات على إنستغرام رسالة واضحة تقول «جسدي ليس لي؛ إندونيسيا لا تحتاج إلى النسوية». تمتلئ صورهم، كجزء من خطابهم المناهض للنسوية، بنساء يحملن لافتات تقول #UninstallFeminism (#إلغاء النسوية) أو #IndonesiaTanpaFeminis أو «إندونيسيا لا تحتاج إلى النسوية!» وصل حساب الإنستغرام، الذي حذف منذ ذلك الحين، إلى أكثر من 4,000 متابع. ووفقًا لصحيفة ذا جاكرتا بوست، صاغت حركة إندونيسيا تانبا فيمينس النسوية كفكرة غربية تتعارض مع القيم الإسلامية. وتشير عبارة «جسدي ليس لي» إلى اعتقاد الجماعة أن الله في الإسلام يسيطر على أجسادهم كليًا.

## المشاكل

### العنف الجنساني
يعد العنف ضد المرأة في إندونيسيا قضية كبيرة تكافح النساء ضدها. في عام 2019، أبلغت اللجنة الوطنية لمكافحة العنف ضد المرأة (كومناس بريمبوان) عن إجمالي 406,178 حالة عنف ضد المرأة وزيادة بنسبة 14% عن العام السابق. يفصل التقرير أن العنف الزوجي (بين الزوج والزوجة) يشكل أعلى نسبة من حالات العنف ضد المرأة بينما يشغل العنف في الفترة السابقة على الارتباط المركز الثاني. ومع ذلك، لم يبلغ عن أغلب حالات الاعتداء الجنسي والعنف الجنسي مع ما يزيد على 90% من حالات الاغتصاب في إندونيسيا بسبب الخوف لوم الضحايا.

### الطفلات العرائس والزواج القسري
تزوجت واحدة من كل تسع نساء متزوجات في إندونيسيا عندما كانت طفلة، ما يجعلها الدولة التي تضم ثامن أكبر عدد من الطفلات العرائس. في عام 2017، ووفقًا لليونيسف، كانت 14% من النساء متزوجات بسن 18 عامًا و1% من النساء متزوجات قبل سن 15 عامًا. يحدد قانون الزواج لعام 1974 السن القانوني للزواج في إندونيسيا دون موافقة الوالدين بسن 21 عامًا. ولكن، يمكن للفتيات الزواج بموافقة الوالدين في سن 16 عامًا. أجري تعديل على قانون الزواج الوطني (1974) في سبتمبر 2019، لرفع سن زواج الفتيات بموافقة الوالدين إلى 19 عامًا.
يدفع زواج القصر في إندونيسيا عدد من العوامل مثل عدم المساواة بين الجنسين. وتشمل العوامل الأخرى ما يلي:
- مستوى التعليم: تنخفض معدلات زواج القصر للفتيات المنتميات إلى أسر متعلمة. وتشير الدراسات إلى أن المشاركة في التعليم ومواصلة التعليم العالي تقلل من احتمال زواج القصر.[23]
- الفقر: يحتمل أن تتزوج الفتيات المنتميات إلى الأسر ذات الإنفاق المنخفض بأكثر من الضعف من الفتيات ذوات مستويات الإنفاق المرتفعة.[26]
- المعايير الجنسانية: تعتبر الأسر التي تتبع تقاليد زواج القصر النساء غير المتزوجات في سن 18 عامًا أو أكثر غير شريفات وغير جذابات.[27]
- شرف العائلة: بالنسبة للأسر الفقيرة، تُعتبر زيجات القصر مخرجًا لعائلاتهم.[27]

### التمثيل في النظام السياسي
رغم عدم حصول إندونيسيا على استقلالها حتى عام 1945، لكنها من الدول التي ترأستها امرأة. شغلت ميجاواتي سوكارنوبوتري منصب رئيس إندونيسيا منذ 2001 حتى 2004 كأول رئيسة لإندونيسيا وخامس شخص يشغل هذا المنصب.
طالب قانون الانتخابات العامة منذ انتخابات 2004، الأحزاب السياسية بترشيح 30% على الأقل من النساء لمرشحيها لمجلس النواب والمجالس التشريعية المحلية. وحصلت المرشحات في أثناء الانتخابات العامة في إندونيسيا لعام 2019 على 20.7% من 575 مقعدًا في الهيئة التشريعية الوطنية و30% من 136 مقعدًا في الجمعية التمثيلية الإقليمية. تشكل النساء في إندونيسيا نحو نصف سكان البلاد البالغ عددهم 267,026,366 فردًا، وما زلن يمثلن أقلية في الحكومة. أنشأ برنامج الأمم المتحدة الإنمائي (يو إن دي بّي) مشروع تعزيز مشاركة المرأة وتمثيلها في إندونيسيا (إس دبليو إيه آر جي إيه)، لمكافحة نقص التمثيل وتمكين المرأة. يهدف المشروع، الذي استمر منذ عام 2011 حتى عام 2015 بتمويل من السفارة النرويجية وبرنامج الأمم المتحدة الإنمائي، إلى تعزيز مهارات ومعارف النساء في المجال السياسي.